# Palača Pena
Palača Pena (portugalsko Palácio da Pena) je romantičen grad v São Pedro de Penaferrim, v občini Sintra, na Portugalski rivieri. Grad stoji na vrhu hriba v hribovju Sintra nad mestom Sintra in je na jasen dan dobro viden iz Lizbone in večjega dela njenega metropolitanskega območja. Je narodni spomenik in predstavlja enega glavnih izrazov romantike 19. stoletja v svetu. Palača je ha Unescovem seznamu svetovne dediščine in eno od sedmih čudes Portugalske. Za državne priložnosti jo uporabljajo tudi predsednik Portugalske republike in drugi vladni uradniki.

## Zgodovina
Zgodovina gradu se je začela v srednjem veku, ko so na vrhu hriba nad Sintro zgradili kapelo, posvečeno Gospe Penski. Po izročilu je do gradnje prišlo po prikazovanju Device Marije. 
Leta 1493 je kralj Ivan II. Portugalski v spremstvu svoje žene kraljice Leonor romal na kraj, da bi izpolnil zaobljubo. Tudi njegovemu nasledniku, kralju Manuelu I., je bilo to svetišče zelo všeč in je na tem mestu ukazal zgraditi samostan, ki je bil podarjen redu svetega Hieronima. Pena je bil stoletja majhen, miren kraj za meditacijo, v katerem je živelo največ osemnajst menihov.
V 18. stoletju je samostan močno poškodovala strela. Vendar pa je veliki lizbonski potres leta 1755, ki se je zgodil kmalu zatem, najbolj prizadel samostan in ga spremenil v ruševine. Kljub temu je kapela (in njena dela iz marmorja in alabastra, ki jih pripisujejo Nicolauju Chantereneju) ušla brez večje škode.
Dolga desetletja so ruševine ostale nedotaknjene, a so še vedno presenetile mladega princa Ferdinanda. Leta 1838 se je kot kralj Ferdinanda II. Portugalski odločil pridobiti stari samostan, vsa okoliška zemljišča, bližnji Mavrski grad in nekaj drugih posesti na tem območju. Kralj Ferdinand se je nato odločil spremeniti ostanke samostana v palačo, ki bi služila kot poletna rezidenca za portugalsko kraljevo družino. Naročilo za obnovo v romantičnem slogu je dobil generalpodpolkovnik in rudarski inženir Wilhelm Ludwig von Eschwege. Eschwege, nemški amaterski arhitekt, je veliko potoval in je verjetno poznal več gradov ob reki Ren. Gradnja je potekala med letoma 1842 in 1854, čeprav je bila skoraj dokončana leta 1847: kralj Ferdinand in kraljica Marija II. Portugalska sta odločilno posegla v zadeve okrasja in simbolike. Med drugim je kralj predlagal vključitev obokov, srednjeveških in islamskih elementov, zasnoval pa je tudi okrašeno okno za glavno fasado (navdahnjeno z oknom kapitlja samostana Kristusovega reda v Tomarju).
Po Ferdinandovi smrti je palača prešla v last njegove druge žene Elise Hensler, grofice Edle. Slednja je nato palačo prodala kralju Ludviku, ki jo je želel pridobiti za kraljevo družino, nato pa je družina palačo pogosto uporabljala. Leta 1889 ga je kupila portugalska država, po republikanski revoluciji leta 1910 pa je bil razvrščen kot narodni spomenik in preoblikovan v muzej. Zadnja portugalska kraljica, kraljica Amélia, je svojo zadnjo noč preživela v palači, preden je zapustila državo v izgnanstvo.
Palača je hitro privabila obiskovalce in postala eden najbolj obiskanih spomenikov na Portugalskem. Sčasoma so barve rdečih in rumenih fasad zbledele in dolga leta je bila palača vizualno prepoznana kot povsem siva. Do konca 20. stoletja je bila palača prebarvana in obnovljene prvotne barve.
Leta 1995 je bila palača in preostala kulturna krajina Sintre uvrščena na Unescov seznam svetovne dediščine.

## Arhitektura
Palača Pena ima obilje slogov, ki so zelo v skladu z eksotičnim okusom romantike. Namerna mešanica eklektičnih slogov vključuje neogotiko, neomanuelin, neoislam in neorenesanso. Velik del tega je bil očiten po večjih prenovah v 1840-ih. Prisotno je tudi sklicevanja na druge pomembne portugalske stavbe, kot je stolp Belém.
Skoraj celotna palača stoji na skali v hribovju Sintra. Strukturno ga lahko razdelimo na štiri dele:
- temelje in obdajajoče stene, z dvema prehodoma (od katerih je eden zaščiten z dvižnim mostom)
- obnovljena stavba starega samostana in stolp z uro
- dvorišče Arches pred kapelo z zidom mavrskih lokov
- palačno območje in njen valjasti bastijon z notranjostjo, okrašeno v slogu cathédrale.

## Samostanski del in stolp z uro
Ohranjenih je bilo čim več elementov ostankov hieronimovega samostana, vključno s križnim hodnikom, jedilnico, zakristijo in manuelinsko-renesančno kapelo. Vsi so bili vgrajeni v nov del, ki je vseboval široko teraso in stolp z uro. Kraljičina terasa je morda najboljše mesto za pridobitev celovite slike o arhitekturi palače. Na terasi je sončna ura, ki se je oglašala vsak dan opoldne. Stolp z uro je bil dokončan leta 1843.

## Notranjost
Notranjost palače Pena je bila prilagojena za poletno rezidenco kraljeve družine. Ima čudovite štukature, stene poslikane v trompe l'oeil in različne obloge iz ploščic iz 19. stoletja, ki so del številnih kraljevih zbirk.
- Kapela
- Kraljeva jedilnica
- Soba plemičev
- Kuhinja

## Park
Park Pena je prostrano gozdnato območje, ki popolnoma obdaja palačo Pena in se razteza na več kot 200 hektarih neravnega terena. Park je sočasno s palačo ustanovil kralj Ferdinand II., ki sta mu pri nalogi pomagala baron von Eschwege in baron von Kessler. Eksotični okus romantike je bil uporabljen tako v parku kot v palači. Kralj je tam ukazal zasaditi drevesa iz različnih, oddaljenih dežel. Med njimi so severnoameriška sekvoja, Lawsonova čempresa, magnolija in zahodna rdeča cedra, kitajski ginko, japonska kriptomerija ter široka paleta praproti in drevesnih praproti iz Avstralije in Nove Zelandije, skoncentriranih v vrtu kraljičine praproti (Feteira da Rainha). Park ima labirintni sistem poti in ozkih cest, ki povezujejo palačo s številnimi zanimivostmi po parku, pa tudi z dvema zaprtima izhodoma.

## Galerija
- Vitraž v veliki dvorani palače Pena
- Detajl bruhalnika
- Neomanuelinska fasada
- Pogled na palačo Pena skozi obok palače Seteais
- Sončna ura na kraljičini terasi
- Dvorišče Arches, kapela in stolp z uro
- Rumen dvoriščni obok s kamnitimi košarami
- Mavrske ploščice, ki obdajajo veliko obokano okno
- Upodobitev mitološkega tritona, ki simbolizira alegorijo stvarjenja sveta
- Širok pogled na palačo Pena iz bližine